# Sønderborg Kommune (1970-2006)
Sønderborg Kommune i Sønderjyllands Amt blev dannet ved kommunalreformen i 1970. Ved strukturreformen i 2007 blev den udvidet til den nuværende Sønderborg Kommune ved indlemmelse af Augustenborg Kommune, Broager Kommune, Gråsten Kommune, Nordborg Kommune, Sundeved Kommune og Sydals Kommune.

## Tidligere kommuner
Sønderborg havde været købstad, men det begreb mistede sin betydning ved kommunalreformen, hvor 2 sognekommuner blev lagt sammen med Sønderborg købstad til Sønderborg Kommune:
| Kommune    | Folketal 1. januar 1970 | Byer                                                          |
| ---------- | ----------------------- | ------------------------------------------------------------- |
| Sønderborg | 22.961                  | Sønderborg                                                    |
| Dybbøl     | 2.031                   | Dybbøl                                                        |
| Ulkebøl    | 4.251                   | Kær samt Sundsmark, Ulkebøl og Vollerup (bydele i Sønderborg) |
| I alt      | 29.243                  |                                                               |

Hertil kom en ejendom og en vejstrækning fra Sottrup Sogn i Sundeved Kommune. Derimod afgav Dybbøl Sogn en ejendom og en vejstrækning  i Stovgård ejerlav til Sundeved Kommune. Desuden afgav Ulkebøl Sogn en del af Vollerup ejerlav til Augustenborg Kommune.

## Sogne
Sønderborg Kommune bestod af følgende sogne, alle fra Als Sønder Herred undtagen Dybbøl, der hørte til Nybøl Herred:
- Christians Sogn
- Dybbøl Sogn
- Sankt Marie Sogn
- Ulkebøl Sogn

## Borgmestre[3]
| Navn                  | Parti             | Periode   |
| --------------------- | ----------------- | --------- |
| Edmund Nielsen        | Socialdemokratiet | 1970-1974 |
| Harry Christensen     | Socialdemokratiet | 1974-1987 |
| Alfred Krogh Pedersen | Socialdemokratiet | 1987-1988 |
| Ingolf Winzor         | Socialdemokratiet | 1988-1998 |
| A.P. Hansen           | Venstre           | 1998-2006 |